# A Man I'll Never Be
«A Man I'll Never Be» es una canción de la banda de rock estadounidense Boston, la cual viene incluida en su segundo álbum de estudio Don't Look Back y fue escrita por Tom Scholz. También fue publicada como sencillo en 1979 y se colocó en la 31.° posición del Billboard Hot 100 el 13 de enero de 1979, permaneciendo durante cinco semanas en la lista.  Además se posicionó en el 27.° lugar de las listas de popularidad canadienses.
"A Man I'll Never Be" se diferencia de otras canciones del álbum debut Boston y de Don't Look Back. De hecho el crítico de Allmusic Tom Sendra mencionó que la canción «revelaba un lado reflexivo que no se había encontrado en Boston».
Brad Delp interpretó "A Man I'll Never Be", mientras que Scholz tocó la guitarra líder y rítmica, el órgano y el piano. La canción fue grabada en su mayoría en el estudio personal de Scholz, ya que el piano fue grabado en el Northern Studio en Maynard, Massachusetts.
"A Man I'll Never Be" fue incluida en el álbum recopilatorio Greatest Hits en 1997.